# Amnistía Internacional

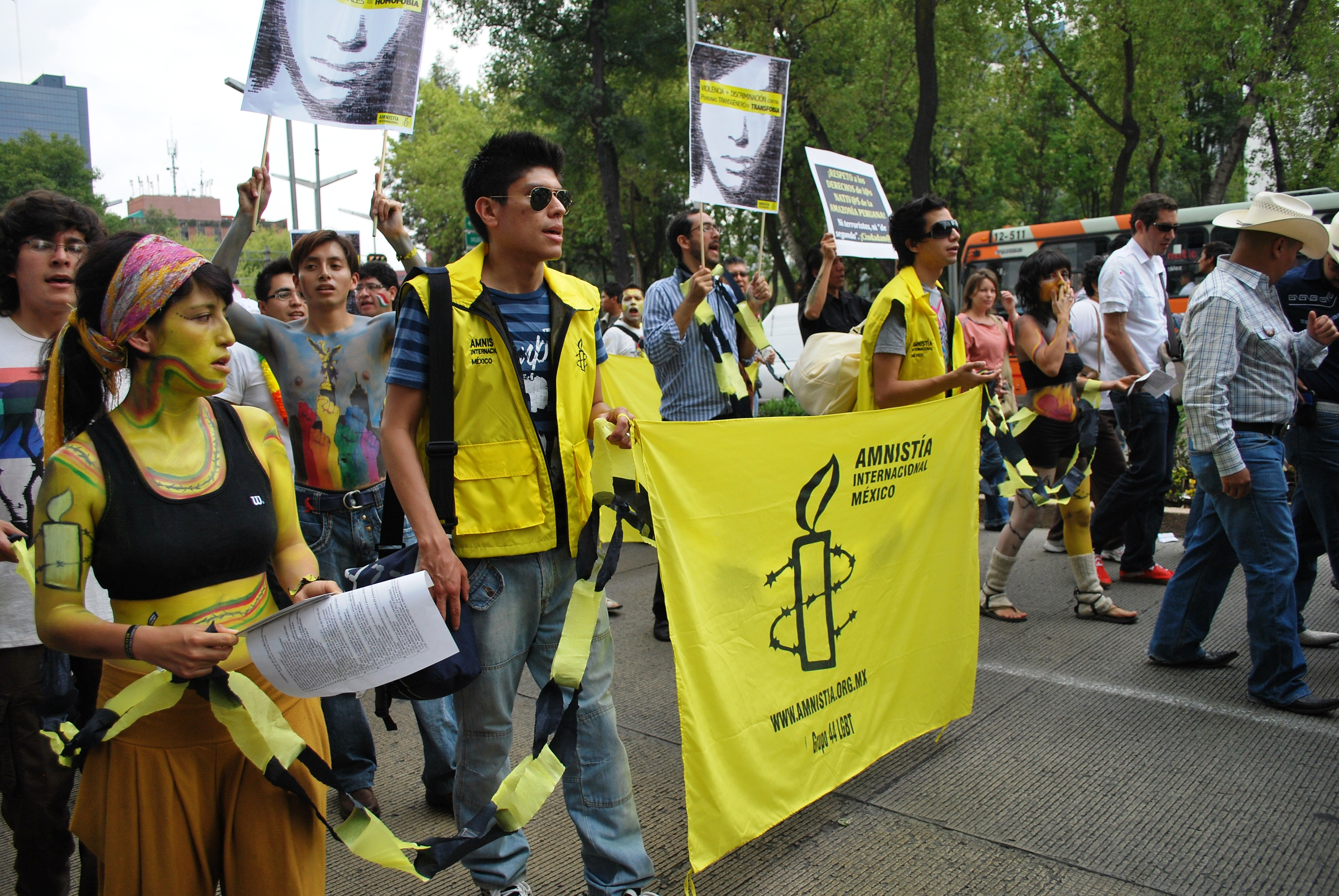
Amnistía Internacional presente en la Marcha Gay del año 2009 en Ciudad de México

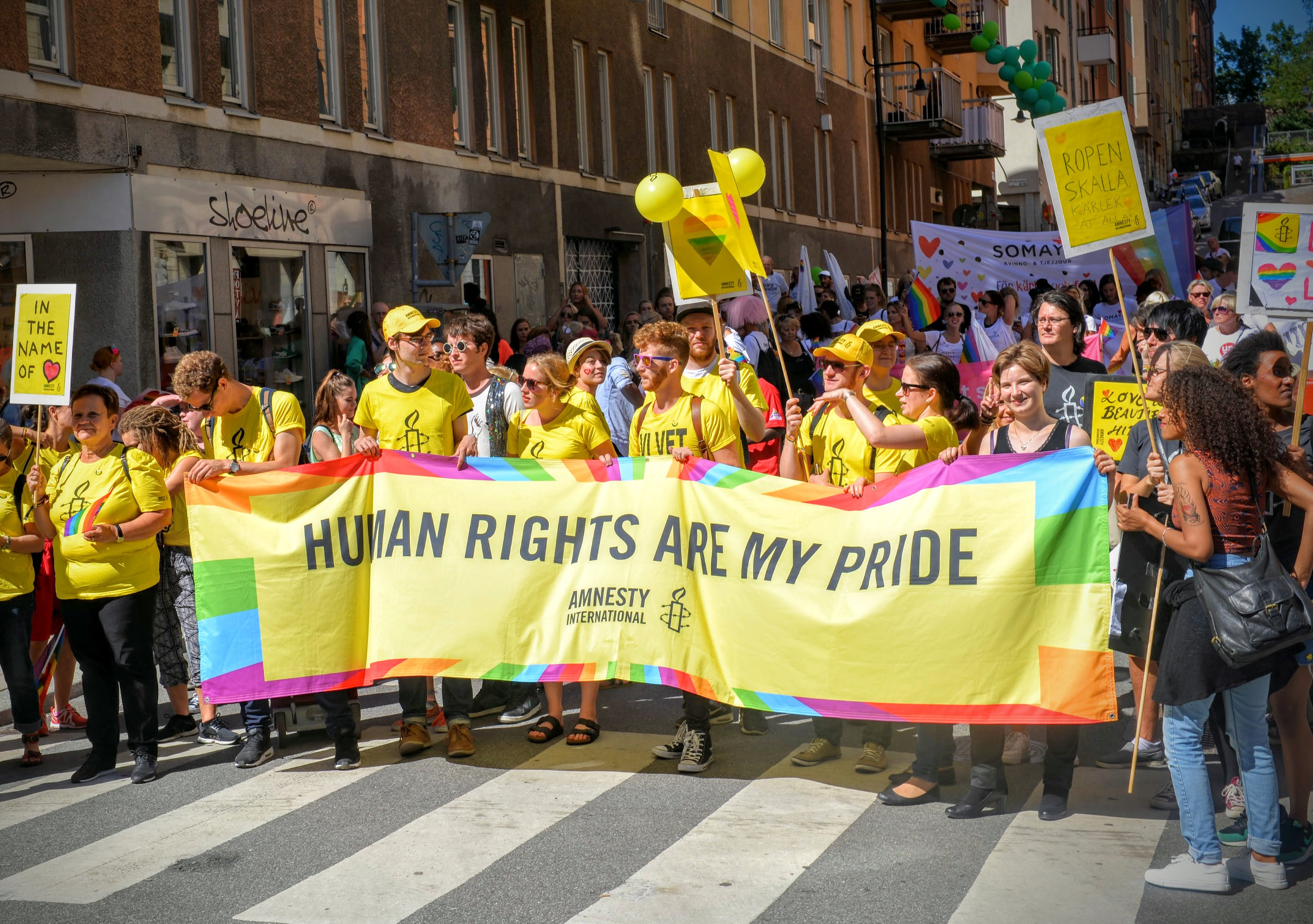
Manifestación en apoyo de los Derechos Humanos, organizada por Amnistía Internacional en Estocolmo, 2015

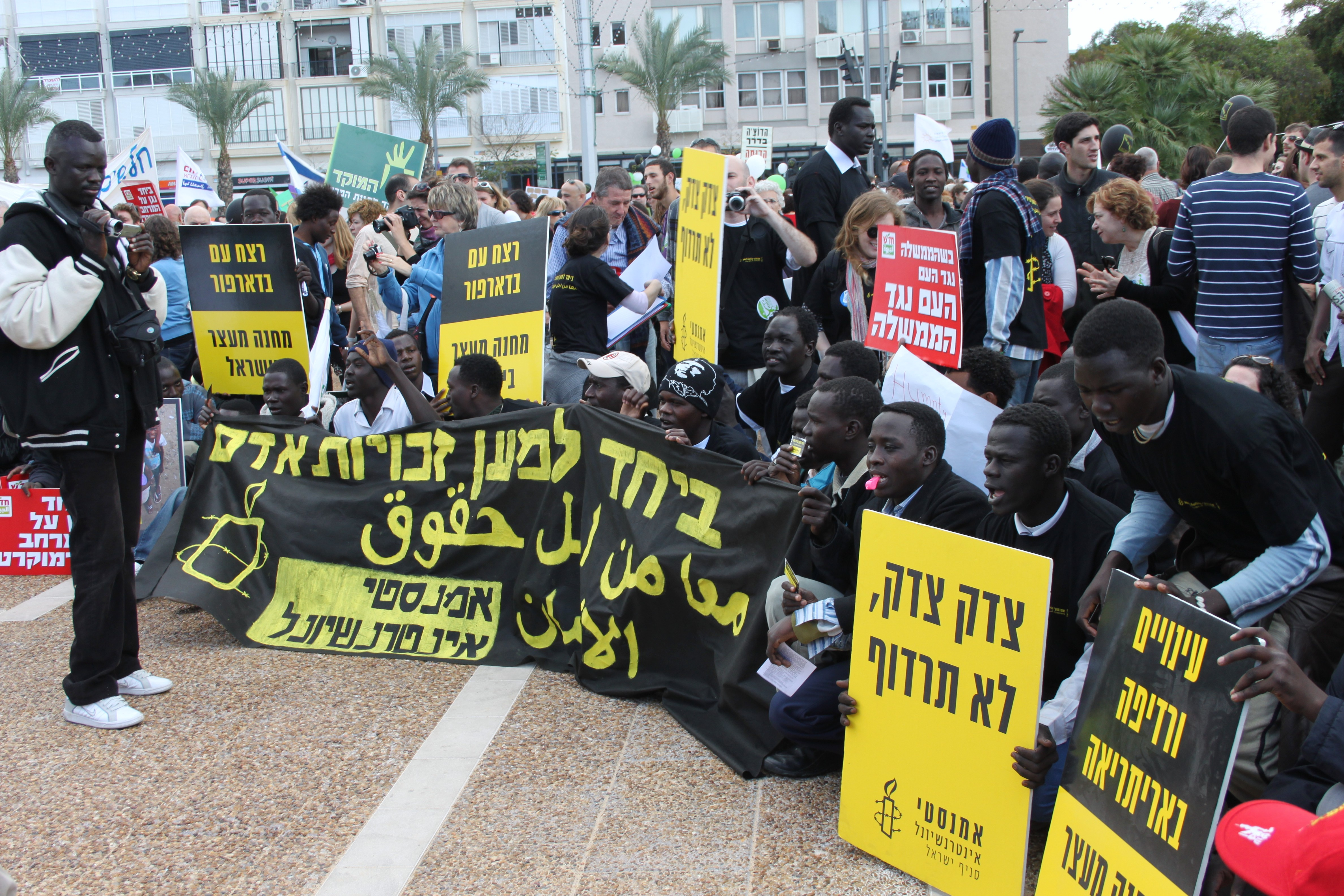
Marcha en pro de los Derechos Humanos en Tel Aviv (Israel), el 9 de diciembre de 2011, en protesta por la política gubernamental en contra de los refugiados

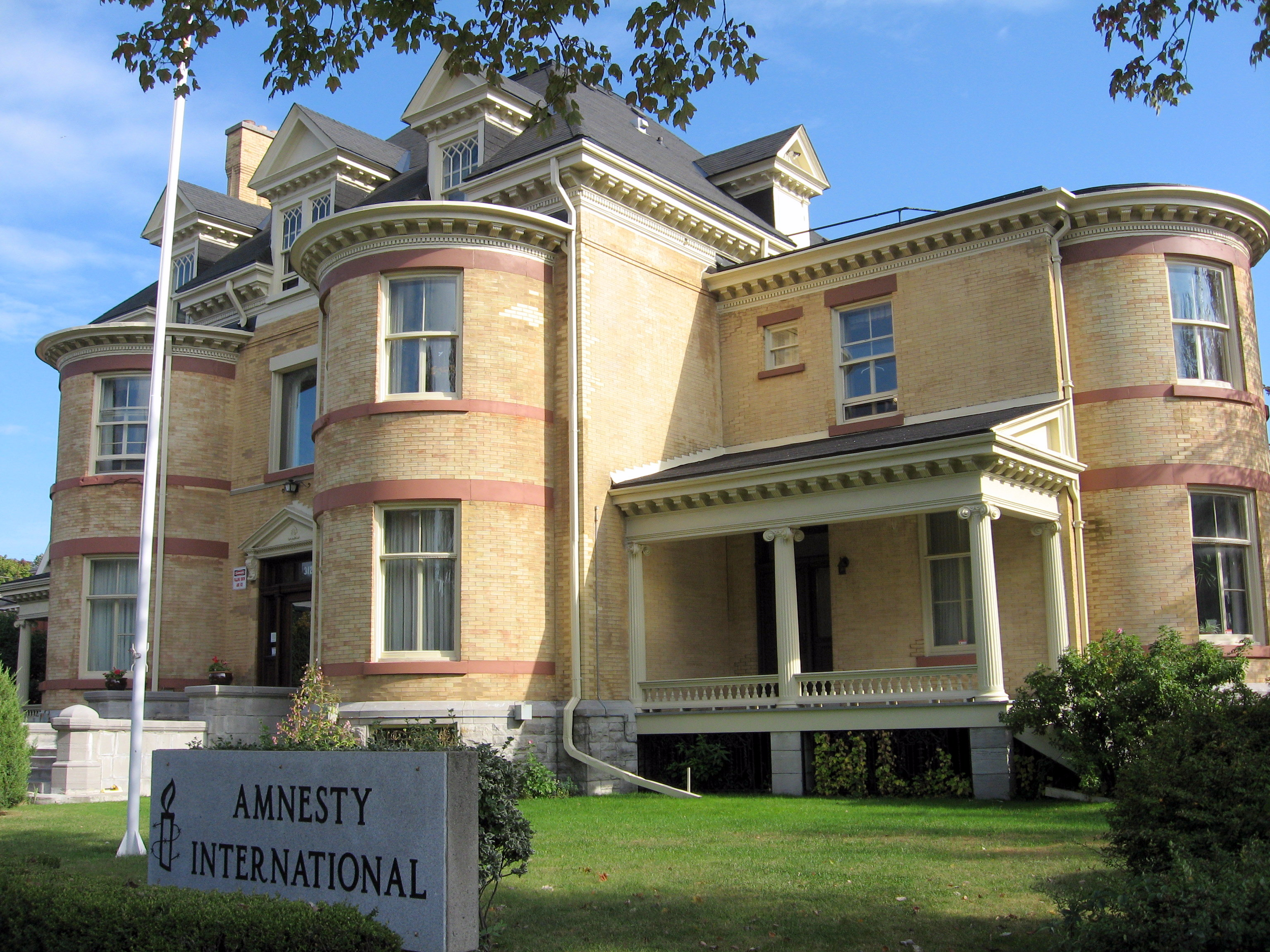
Sede de Amnistía Internacional en Ottawa, Ontario, Canadá

Amnistía Internacional (AI, en inglés: Amnesty International) es un movimiento global  que trabaja por la promoción y defensa de los derechos humanos, reconocidos en la Declaración Universal de los Derechos Humanos aprobada en 1948 y en otros tratados internacionales como los Pactos Internacionales de Derechos Humanos. Cuenta con más de diez millones de miembros y simpatizantes en 150 países y territorios. Investiga e incide para impedir y poner fin a los abusos graves contra los derechos humanos y pedir justicia para aquellos cuyos derechos han sido violados.
En el campo de las organizaciones internacionales de derechos humanos, AI tiene un historial más largo, la de mayor reconocimiento y, según muchos "es la que establece la referencia en esta área en general".
Desde su fundación, AI trabaja para llamar la atención de la sociedad sobre los abusos contra los derechos humanos, hace campaña por el cumplimiento de las normas internacionales. Procura movilizar a la opinión pública para presionar a los gobiernos que toleran esos abusos.

## Historia

### Los sesenta
Amnistía Internacional es un organismo creado en Londres el 1 de octubre de 1962, tras la publicación del artículo «The Forgotten Prisoners» en The Observer, el 28 de mayo de 1961, escrito por el abogado Peter Benenson. Según el historiador Edward Peters, la idea de fundar la asociación surgió de la lectura en 1961 de una crónica periodística que relataba la detención y encarcelamiento de dos estudiantes portugueses por haber brindado por la libertad bajo la dictadura salazarista. «Desesperado de la eficacia de la protesta individual y nacional, Benenson, con sus colegas Louis Blom-Cooper y Eric Baker, y los miembros del grupo abogados de Justice, fundada en 1957 para exigir el cumplimiento de la Declaración de las Naciones Unidas de 1948, decidió formar una organización cuyos miembros, como individuos, tratasen de lograr la liberación de los encarcelados por sus opiniones, cuidar de que tales presos recibiesen un trato justo, desarrollar el derecho de asilo y ayudar a los refugiados a encontrar trabajo, e instar a la creación de un mecanismo internacional efectivo para asegurar la libertad de opinión y expresión. Benenson y sus colaboradores llegaron a la conclusión de que el medio más efectivo para alcanzar esos fines era la publicidad».

El modo más rápido de ayudar a los presos de conciencia es la publicidad, especialmente la publicidad entre sus compatriotas.

El primer informe oficial de Amnistía Internacional se refirió a la situación de las prisiones en la Sudáfrica del apartheid, se publicó en 1965, un año después de la celebración de un juicio que había develado el uso sistemático de la tortura por la policía sudafricana durante los interrogatorios a los miembros de la mayoría negra detenidos o presos. Algunos murieron como resultado de los golpes, de las descargas eléctricas o de los azotes con el sjambok (látigo hecho de piel de rinoceronte) que recibían. Ese año, la organización fue reconocida por la ONU, el Tribunal Europeo de Derechos Humanos, la Cruz Roja Internacional, la Comisión Internacional de Juristas y otras asociaciones de derechos humanos, además de conseguir el rango de organismo consultivo del Consejo de Europa.
También en 1965 se publicaron informes sobre el Portugal salazarista y sobre la Rumanía comunista. Al año siguiente publicó un informe sobre el régimen racista de Rodesia.

### Los setenta
En 1968, se reunió en Estocolmo la Asamblea Internacional de AI, que adoptó como uno de sus principales fines el cumplimiento del artículo 5 de la Declaración Universal de Derechos Humanos de la ONU de 1948: "Nadie será sometido a tortura o a tratamiento o castigo cruel, inhumano o degradante". El motivo fueron las alegaciones presentadas por la sección sueca sobre las torturas perpetradas por el régimen de los coroneles en Grecia, instaurado un año antes mediante un golpe de Estado. De inmediato, AI publicó dos informes sobre el uso de la tortura por el nuevo régimen griego. Ese año, tuvo como resultado la expulsión de Grecia del Consejo de Europa por haber violado nueve de los artículos de la Convención Europea de Derechos Humanos aprobada en 1950. Tras la caída del régimen de los coroneles en 1974, AI publicó el detallado y documentado informe La tortura en Grecia: el Primer Juicio a los Torturadores (1975). Pudo realizarse gracias a la colaboración del nuevo gobierno griego. Según el historiador de la tortura Edward Peters, es "una de las obras clásicas sobre la documentación y las técnicas de tortura de fines del siglo XX".
En 1975, AI inició la Campaña Contra la Tortura que incluyó un informe publicado en 1976 sobre la tortura, lo que desató las protestas de los estados mencionados allí que, por ejemplo, impidieron que AI pudiera utilizar los locales de la UNESCO en París para celebrar su planeada conferencia sobre la tortura[cita requerida]. 
Ese año, AI también publicó un informe sobre la tortura por el nuevo régimen del general Pinochet instaurado en Chile tras el golpe de Estado militar del 11 de septiembre. A este informe le había precedido otro sobre la tortura en Uruguay (1973), Brasil (1972), también bajo una dictadura militar, y al que siguieron otros sobre la tortura en Irán (1976), Nicaragua (1976), Argentina (1976) e Irak (1981).
En 1977 AI recibió el Premio Nobel de la Paz por su «campaña contra la tortura» y en 1978 el Premio de Derechos Humanos de las Naciones Unidas.

### Los ochenta
En la década de 1980, algunos gobiernos incrementaron sus críticas a Amnistía Internacional. La Unión Soviética alegó que AI espiaba; el gobierno de Marruecos la acusó de defender delincuentes y las dictaduras argentina y chilena prohibieron la difusión de su informe anual 1983.
Durante los 80, AI continuó su campaña contra la tortura y en defensa de los presos de conciencia. También se abordaron nuevos problemas, como las ejecuciones extrajudiciales, transferencias de personal entre el ejército y la policía, homicidios políticos y desapariciones.
Hacia el final de la década creció la preocupación de AI por el creciente número de refugiados en el mundo. Muchos lo eran a causa de guerras y hambrunas pero, tal y como exige el mandato de AI, la organización concentró sus esfuerzos en ayudar a los que habían sido obligados a huir a causa de violaciones de los derechos humanos. Se pedía a los gobiernos que en lugar de aumentar las restricciones a la entrada de solicitantes de asilo actuaran para evitar las violaciones de derechos humanos que les forzaban al exilio.
Además de una segunda campaña contra la tortura, durante la primera mitad de la década organizó dos importantes acontecimientos musicales pensados para que las generaciones más jóvenes conocieran mejor los derechos humanos. En 1986 el tour Conspiración de la Esperanza realizó conciertos en Estados Unidos y en 1988, para el 40.º aniversario de la Declaración Universal de los Derechos Humanos, el tour mundial ¡Derechos Humanos Ya! A lo largo de seis semanas algunos de los músicos y grupos más famosos actuaron en los cinco continentes.[cita requerida]

### Los noventa
En 1998 recibió la primera edición del Premio Internacional Jaime Brunet de la Universidad Pública de Navarra a la promoción de los Derechos Humanos.

## Objetivos

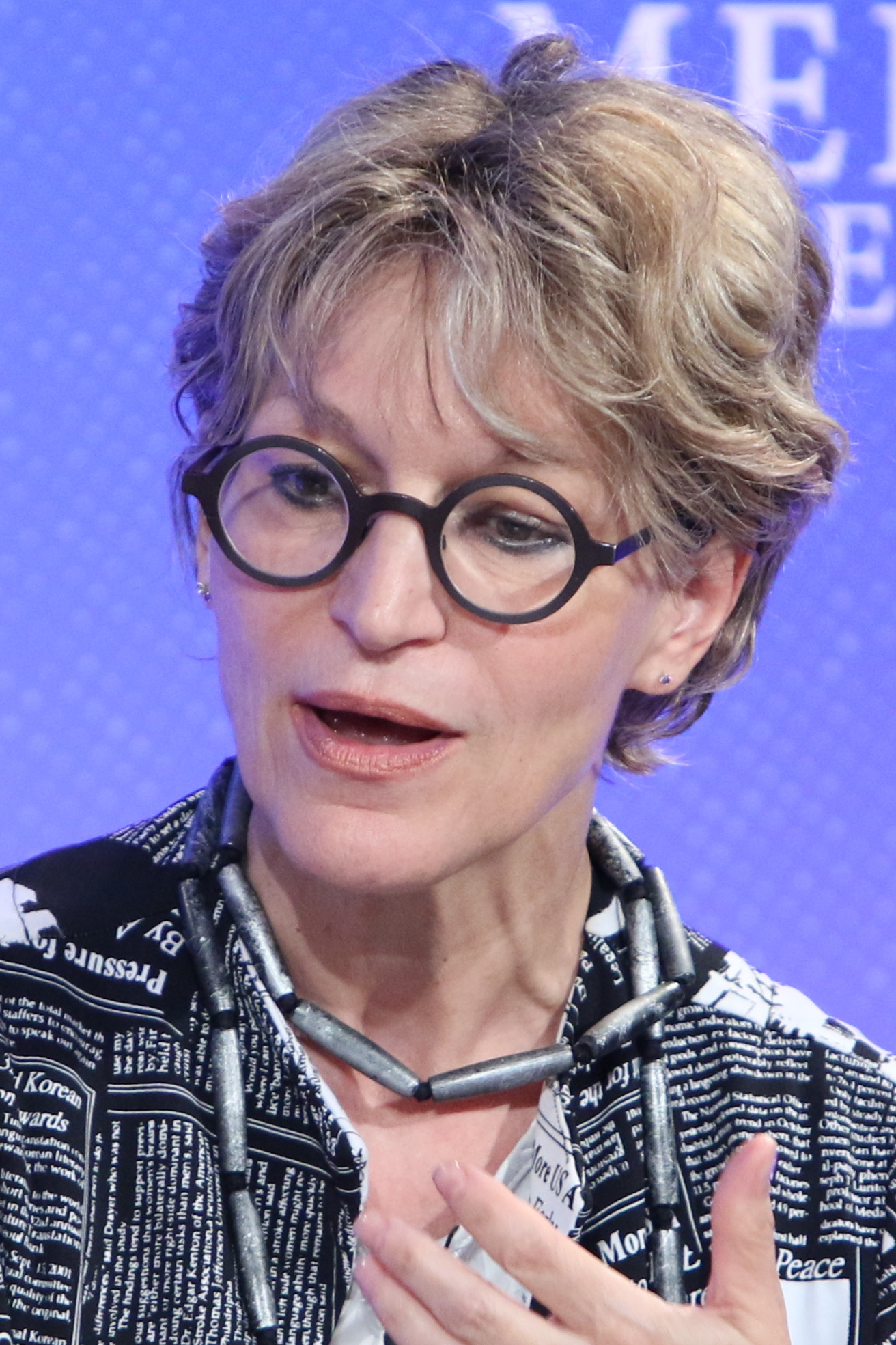
Agnés Callamard, secretaria general de Amnistía Internacional. Ocupa el cargo desde marzo de 2021.

Las Metas Estratégicas planteadas por el movimiento son:
1. Todas las personas conocen sus derechos y pueden reclamarlos.
2. Se disfruta de los derechos humanos y de la justicia sin discriminación.
3. Las personas gozan de protección durante los conflictos y las crisis.
4. Los autores de abusos contra los derechos humanos rinden cuentas de sus actos.
5. Amnistía Internacional es un movimiento más grande, más fuerte y más diverso.

Estas metas implican el trabajo por los individuos en riesgo, la liberación de todo prisionero de conciencia (personas encarceladas por el ejercicio de su derecho a expresar sus creencias y opiniones de forma pacífica); los juicios justos; la abolición de la tortura y de todo castigo denigrante a prisioneros; denunciar las desapariciones forzadas; abolición de la pena de muerte. Condena de abusos tales como la toma de rehenes, la tortura y muerte de detenidos, así como las matanzas intencionadas y arbitrarias, sin importar el autor ni su fin. Protección de los derechos humanos de las personas refugiadas, solicitantes de asilo, migrantes y desplazadas internas. Protección de los convenios internacionales de DDHH como derechos económicos, sociales y culturales o Convención sobre los Derechos del Niño. Rendición de cuentas de los perpetradores de crímenes internacionales ante la justicia, y que sus víctimas vean realizados sus derechos a la verdad, justicia y reparación. Protección de la libertad de expresión, de manifestación y de asociación. Defensa y protección de los derechos sexuales y derechos reproductivos.

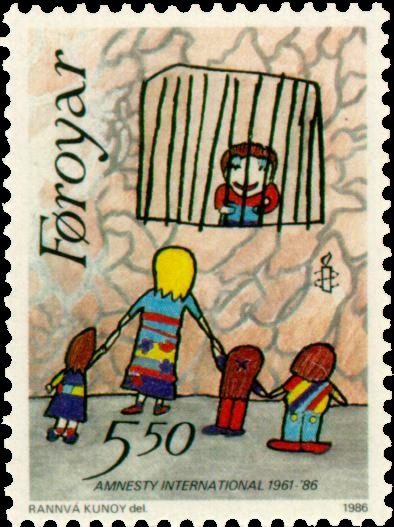
Sello postal de Islas Feroe año 1986, celebrando el 25 aniversario de Amnistía Internacional. Rannvá Kunoy hizo este dibujo cuando tenía entre 10 y 11 años.

## Métodos
De acuerdo a su Estatuto, Amnistía Internacional se dirige a los gobiernos, las organizaciones intergubernamentales, los grupos políticos armados, las empresas y otros agentes no estatales.
Amnistía Internacional trata de sacar a la luz los abusos contra los derechos humanos de forma precisa, rápida y persistente. Investiga sistemática e imparcialmente las circunstancias que se dan en casos concretos y en situaciones generalizadas de abuso contra los derechos humanos. Se da publicidad a los resultados de estas investigaciones, y la membresía, los simpatizantes y el personal movilizan a la opinión pública a fin de que ejerza presión sobre los gobiernos y otras entidades para detener los abusos.
Además de realizar su trabajo sobre determinados abusos contra los derechos humanos, Amnistía Internacional insta a todos los gobiernos a que respeten el Estado de derecho y ratifiquen y apliquen las normas de derechos humanos; lleva a cabo una amplia gama de actividades de educación en derechos humanos, y fomenta el apoyo y el respeto de los derechos humanos por parte de las organizaciones intergubernamentales, los particulares y todos los órganos de la sociedad.

## Financiación
Para mantener su independencia, AI no recibe dineros de empresas ni de gobiernos. Se financia por medio de donaciones de sus socios que le permiten mantener su imparcialidad. Según la web de AI, este tipo de financiación le "permite mantener su total independencia de cualquier gobierno, ideología política, interés económico o religión". Por ejemplo, en 2023 el 98,9% de los ingresos de AI procedieron de socios, socias, donaciones, herencias y legados.

### Edición de música
Entre otras actividades para su financiación, en 2012 AI publicó un álbum recopilatorio de versiones de Bob Dylan, incluyendo a Miley Cyrus, Adele, Kesha, entre otros.

## Organización

Secciones de Amnistía Internacional en 2005

Secciones de Amnistía Internacional en 2012.

AI es un movimiento de personas, basado en membresía mundial voluntaria, que está representada por entidades (Secciones y Estructuras) y membresía internacional.
La Asamblea Global es el máximo órgano de decisiones de AI. Está formada por representantes de las entidades de membresía y de la membresía internacional. La Asamblea Global elige a la Junta Directiva Internacional.
La Junta Directiva Internacional (JDI) de AI proporciona orientación política para el cumplimiento de la visión y misión del movimiento, y para que se respeten sus políticas y normas globales.
La gestión operativa está a cargo del Secretariado Internacional (SI), encabezado por un secretario o secretaria general, bajo la dirección de la Junta Directiva Internacional. El Secretariado Internacional cuenta con oficinas regionales en las diferentes regiones del mundo:
- América: Ciudad de México. Su actual directora es Ana Piquer.[16]
- África Oriental: Nairobi y Kenia
- Reino Unido: Londres
- África Austral: Johannesburgo
- África Occidental y Central: Dakar
- Oriente Medio y Norte de África: Beirut y Túnez

## Campañas

### Armas bajo control
En alianza con IANSA e Intermón Oxfam, en 2003 se lanzó la campaña Armas Bajo Control. Pedía un tratado que garantizara que los Estados dejan de transferir material militar y policial a lugares donde es probable que sea utilizado para cometer abusos graves contra los derechos humanos. En concreto, recogió un millón de fotografías de rostros que pedían normas internacionales para el comercio de armas pequeñas, causantes de 2000 muertes al día. Este Tratado del Comercio de Armas fue adoptado por la ONU en 2013. Numerosos países se están adhiriendo a él.

### Exige Dignidad

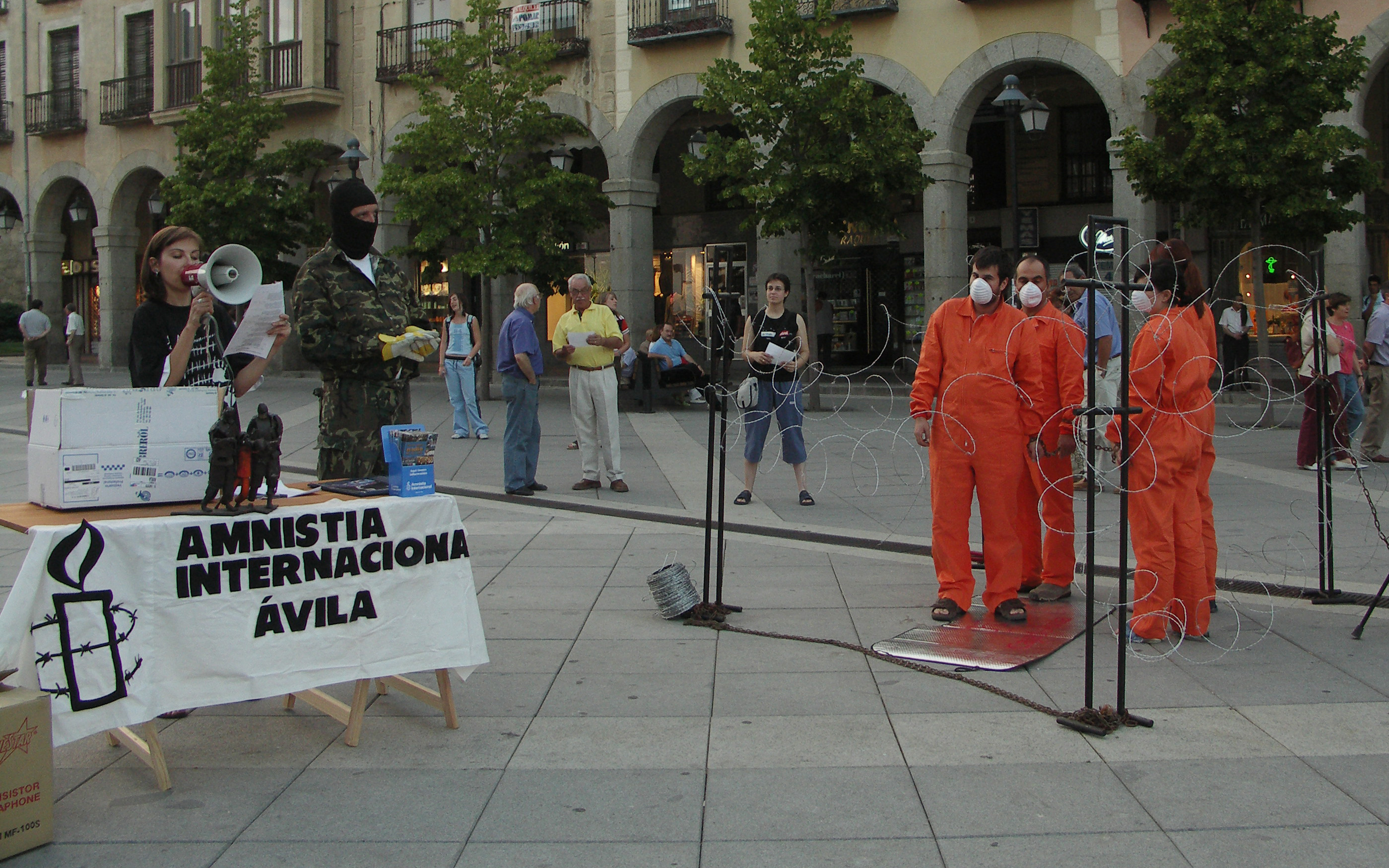
Voluntarios de Amnistía Internacional en Ávila (España), solicitando el cierre del centro de detención de Guantánamo.

En 2009, AI lanzó la campaña global «Exige Dignidad», cuyo objetivo principal es poner fin a los abusos contra los derechos humanos que mantienen a las personas en la pobreza. En palabras de Irene Khan: «Hace casi 50 años, Amnistía Internacional nació para pedir la liberación de los presos de conciencia. Hoy "exigimos dignidad” también para los presos de la pobreza, para que puedan cambiar sus vidas».

### Escribe por los derechos
Escribe por los derechos es una campaña emblemática de Amnistía Internacional, miles de personas alrededor del mundo se movilizan en favor de otras personas cuyos derechos humanos están siendo vulnerados. La campaña retoma los orígenes del movimiento, en que las personas escribían cartas y mensajes para denunciar y hacer visible estas situaciones. La campaña como tal surgió cuando un reducido grupo de activistas de Polonia organizó una maratón de envío de cartas durante 24 horas, en la que se escribieron cartas día y noche en favor de personas que habían sufrido violaciones de sus derechos. 
Cada mes de diciembre, personas de todo el mundo escriben millones de cartas, correos electrónicos, tuits, mensajes en Facebook y tarjetas postales en favor de otras personas cuyos derechos humanos están siendo atacados. Escribimos a las autoridades exigiendo tomen acción para poner fin a los abusos y también escribimos a las personas para demostrarles que no están solas. Juntos y juntas podemos hacer que las cosas cambien.

### Mi cuerpo, mis derechos
Comienza en 2014 y trata los derechos sexuales y reproductivos: elegir a tu pareja, elegir si tener hijos, educación sexual, salud reproductiva y no sufrir violencia intrafamiliar. Se denuncian los casos más graves de violación de estos derechos: en el Magreb un violador puede evitar su condena si se casa con la víctima, en Nepal las mujeres sufren prolapso uterino porque paren muy jóvenes y no hay sanidad materna, en El Salvador el aborto está prohibido aunque haya peligro para la vida de la madre.

### No más violencia contra la mujer
En 2004 Amnistía Internacional lanzó la campaña No más violencia contra las mujeres, basado en entendido que la violencia contra las mujeres es un problema endémico, uno de los abusos más extendidos contra los derechos humanos y también uno de los menos visibles. La campaña se fijó 4 objetivos de trabajo: 
1. derogar todas las leyes que respalden la impunidad por los actos de violencia contra las mujeres, así como las leyes que discriminen a las mujeres;
2. promulgar y aplicar leyes y prácticas eficaces que protejan a las mujeres frente a la violencia en situaciones de conflicto y postconflicto y garantizar que se pone fin a la impunidad para los combatientes que cometen actos de violencia contra las mujeres y para sus superiores;
3. pedir a los Estados que rindan cuentas, tanto a título individual como colectivo, por las obligaciones contraídas en virtud del derecho internacional de evitar, investigar, sancionar y reparar todo acto de violencia contra las mujeres, ya sea en tiempo de paz o durante un conflicto armado;
4. garantizar que los gobiernos locales y la sociedad civil, incluidas las instituciones religiosas y las autoridades tradicionales e informales, actúan con eficacia para acabar con la violencia contra las mujeres en el ámbito de la comunidad.

### Te doy la bienvenida
Frente a la cantidad de personas de todo el mundo que se han visto obligadas a abandonar sus países buscando una mejor vida, AI presentó la campaña Te doy la bienvenida para sensibilizar sobre la solidaridad con las personas migrantes y exigir a los Estados a cumplir con los pasos diligentemente para la regulación e incorporar la perspectiva de las personas migrantes y refugiadas a las políticas públicas.

### Stop tortura
A pesar de que la tortura está prohibida desde 1984, en 2014 se lanza esta campaña porque aún ocurren torturas en más de 141 países. «En todo el mundo hay gobiernos hipócritas ante la tortura: la prohíben en la ley, pero la facilitan en la práctica», afirmó Salil Shetty, secretario general de AI. Lo que se pide para evitarlas es acabar con la impunidad del torturador (como ocurre en Filipinas), que las confesiones obtenidas bajo tortura no sean aceptadas por los tribunales (como pasa en Nigeria) y que dejen de realizar desapariciones forzadas (como en México).

## Críticas

### De la Organización Mundial de la Salud sobre el informe sobre la sanidad en Corea del Norte
En 2010, Amnistía Internacional publicó un informe sobre la sanidad en Corea del Norte. Al poco tiempo, fue criticado por la Organización Mundial de la Salud que afirmó que el sistema sanitario norcoreano podría ser «la envidia de muchos países desarrollados» y que era «poco científico» porque se basaba en casos «anecdóticos», algunos sucedidos hace años, por lo no que no refleja las mejoras logradas por proyectos llevados a cabo en los últimos años, algunos con la participación de Corea del Sur. Sin embargo, el corresponsal de la BBC en Suiza, donde está la sede de la OMS, informó que se cree que las «diversas agencias de las Naciones Unidas [que] llevan a cabo proyectos de ayuda en Corea del Norte... son reticentes a criticar abiertamente el régimen por miedo a poner en peligro su trabajo allí».
Por otro lado, AI ha elaborado diversos informes sobre el régimen de Corea del Norte, en los que se habla de varios crímenes contra la humanidad, el último de 1995. Fue respondido por un portavoz del régimen con la siguiente afirmación: «Amnistía Internacional no ha llegado jamás a Corea [del Norte]. Es más, no han pisado nunca el territorio coreano [del norte], porque si usted insulta a mi familia no le voy a invitar a que venga a mi casa. Por lo tanto, Amnistía Internacional se ha cerrado las puertas por hacer de maquinaria propagandística».

### Críticas desde la Iglesia católica
En 2007, la Iglesia católica manifestó que retiraba su apoyo económico a Amnistía Internacional por entender que esta organización apoyaba el aborto inducido. Esta declaración fue reacción a la decisión del Consejo Internacional de AI de defender el derecho al aborto de las mujeres en los casos de violación, riesgo para la salud de la madre e incesto.
Sobre su posición sobre el aborto, Amnistía Internacional indicó que:

La política de Amnistía Internacional sobre derechos sexuales y reproductivos no promueve el aborto como derecho universal, y la organización guarda silencio sobre la bondad o maldad del aborto.

Sin embargo, al menos desde 2014 AI sí emite comunicados en los que trata el aborto como un derecho —no solo en los casos de violación o riesgo para la salud— y en que se critican las leyes que restringen el acceso a una plena salud sexual y reproductiva.

### Críticas desde la Asociación de Amistad con Cuba
Una de las críticas a AI sobre su informe anual es que incluye violaciones de los derechos humanos cometidas en países donde la organización no tiene presencia, sección ni afiliados, a partir de informaciones periodísticas obtenidas en otros países, a menudo enfrentados políticamente. En particular, el Gobierno de Cuba rechaza los informes de AI aduciendo falta de rigor y fiabilidad en las acusaciones de violación de los derechos humanos allí, señalando que tal información es falaz y sesgada. La organización responde que estas acusaciones no tienen en cuenta los métodos de trabajo de AI, que van más allá de presencia física permanente en los países en cuestión. Según la organización, estos métodos se emplean para investigar «de manera independiente e imparcial, tanto situaciones generalizadas como casos concretos».

### Críticas de Ricardo García Damborenea
Ricardo García Damborenea, político español que fue secretario general del Partido Socialista de Euskadi-Euskadiko Ezkerra (PSOE) y que fue condenado por el caso GAL en 1998, criticó a AI en 1985 diciendo: «No he visto a AI preocuparse por los derechos de una sola víctima del terrorismo […] sin embargo, son capaces de alborotar a redoble de tambor si a un terrorista que tiene catorce muertos a la espalda un guardia civil le da una bofetada». En su web Amnistía Internacional declara: «Desde AI se ha pedido en todo momento que no haya impunidad para los graves abusos cometidos por ETA, pero también que se investiguen las violaciones de derechos humanos cometidas por las fuerzas de seguridad, tal y como recomienda el relator de Naciones Unidas contra la tortura».

### Críticas en relación con el terrorismo y otros crímenes
Se ha acusado a AI de ocuparse con preferencia de los derechos humanos de los delincuentes. AI ha respondido: «Amnistía Internacional afirma, de acuerdo con el derecho internacional, que nadie (comprendidos los terroristas) puede ser sometido a penas crueles, inhumanas o degradantes, entre las que AI incluye la pena de muerte. De lo anterior se desprende que Amnistía Internacional, naturalmente, no ha pedido jamás la liberación de terroristas».

## Lazos con la Hermandad Musulmana e Islamistas
En agosto de 2015, The Times informó de que Yasmin Hussein, al momento directora de fe y derechos humanos de Amnistía y anteriormente su jefa de defensa internacional y representante en las Naciones Unidas, tenía «vínculos privados no declarados con personas presuntamente clave en una red secreta de islamistas globales», incluidos la Hermandad Musulmana y Hamás.